# Tom Ketchum
Thomas E. Ketchum (31 octobre 1863 - 26 avril 1901), connu sous le nom de Black Jack, était un cow-boy qui s'est ensuite tourné vers la criminalité. Il a été pendu en 1901, pour tentative d'attaque de train.

## Premières attaques de train et meurtres
Tom Ketchum est né dans le Comté de San Saba au Texas. Il a quitté le Texas en 1890, probablement après avoir commis un crime. Il a travaillé comme un cow-boy dans la vallée de la rivière Pecos au Nouveau-Mexique, où, en 1894, son frère aîné, Sam Ketchum, le rejoint. Black Jack et un groupe d'autres ont été désignés comme les braqueurs du train de l'Atchison, Topeka and Santa Fe Railway qui était en route vers Deming, dans le Territoire du Nouveau-Mexique en 1892, avec une masse salariale importante à bord. Le gang aurait volé le train à proximité de Nutt, dans Territoire du Nouveau-Mexique, une station d'eau à vingt miles au nord de Deming. Black Jack et sa bande allait souvent visiter le ranch d'Herb Bassett, près de Brown's Park, dans le Colorado, qui était connu pour avoir fait des affaires avec plusieurs hors-la-loi d'alors, les approvisionnant en bœufs et chevaux frais. Herb Bassett était le père des femmes hors-la-loi Josie Bassett et Ann Bassett, qui furent les copines de plusieurs membres du gang de Butch Cassidy, la Wild Bunch. L'un des copains d'Ann Bassett et futur membre de la Wild Bunch, Ben Kilpatrick, a commencé avec le gang de Black Jack à cette époque. Le hors-la-loi "Bronco Bill" Walters, plus tard connu pour la légende de son «trésor perdu» près de Solomonville, en Arizona, est également soupçonné d'avoir rejoint le gang à cette époque.
Le deuxième crime majeur attribué à Tom a été le meurtre d'un voisin, John N. "Jap" Powers, dans le Comté de Tom Green au Texas le 12 décembre 1895. Toutefois, des informations à la Sutton Historical Society au Texas, précisent que Will Carver et Sam Ketchum ont été les accusés du meurtre de Powers à Knickerbocker. Craignant la police, ils ont fermé leur saloon et établissement de jeux commun à San Angelo, et sont devenus hors-la-loi. Dans les six mois, Mme Powers et son amant, J. E. Wright, ont été arrêtés pour le meurtre, mais il était trop tard pour Carver et les frères Ketchum.
À la fin de 1895, outlaw Harvey "Kid Curry" Logan et son frère Lonnie Curry, étaient membres du gang de Black Jack. Toutefois, au début de 1896, un différend concernant leur part de butin d'un vol a incité les Currys à quitter la bande.
Il est supposé que Ketchum a été impliqué le 1er février 1896 dans la disparition et les présumés meurtres d'Albert Jennings Fountain et son fils Henry Fountain à Las Cruces, au Nouveau-Mexique. Au début de juin 1896, après avoir travaillé pour le célèbre Bell Ranch au Nouveau-Mexique, Tom et Sam Ketchum, et probablement d'autres, ont volé un magasin et bureau de poste à Liberty, au Nouveau-Mexique, au nord-ouest de l'actuelle Tucumcari. Selon les récits contemporains, les Ketchums sont entrés dans Liberty le 12 juin et ont acheté des provisions. Ce soir-là, un orage a éclaté, et ils sont retournés au magasin, tenu par Morris et Levi Herzstein, qui les ont invités à se mettre à l'abri. Revenu le lendemain matin pour ouvrir son magasin, Levi Herzstein a constaté que le magasin et le bureau de poste avaient été cambriolés. Après la collecte d'un posse, Herzstein mis sur le hors-la-loi' trail. La troupe, composée de quatre hommes, a pris les deux hors-la-loi par surprise sur l'arroyo Plaza Largo où une fusillade a immédiatement éclaté. Quelques secondes plus tard, Lévi Herzstein et Hermenejildo Gallegos gisaient, morts. Voyant ses camarades tomber, Anastacio Borgue fit demi-tour et partit de l'arroyo. Placido Gurulé, le quatrième membre de la troupe, a également survécu pour rendre compte. Gurulé a dit qu'il avait été frappé par une balle .30-30 qui l'a renversé de son cheval. Il atterrit sur le sol avec un coup qui lui a coupé le souffle. Il gisait dans un état de semi-consciente quand Black Jack Ketchum a vidé son arme dans les corps de Levi Herzstein et Hermenejildo Gallegos. Tom et Sam Ketchum n'ont jamais été jugés pour les meurtres à l'arroyo Plaza Largo, mais Morris Herzstein aurait été présent à Clayton, dans le Territoire du Nouveau-Mexique pour assister à la pendaison de Black Jack Ketchum en 1901.
Morris Herzstein s'installe à Clayton peu de temps après la tuerie de Liberty, et définitivement dans la région du Texas Panhandle. C'est immortalisé par l'inscription sur une brosse à chaussures: "Herzstein's Clayton, New Mexico -- Dalhart, Texas. If it's from Herzstein's it's correct." (Herzstein de Clayton, Nouveau-Mexique -- Dalhart, Texas. Si c'est de Herzstein, c'est correct). Morris était le père d'Albert Herzstein, qui devint l'un des fondateurs de Big 3 Industries à Houston, et c'est l'homme qui a aidé le musée de Clayton à devenir une réalité des années plus tard.

## Association avec le gang de Hole-In-The-Wall
À la suite de cet événement, Thomas Ketchum rejoint d'autres hors-la-loi du gang de Hole-In-The-Wall et a continué une vie de crime, en se concentrant sur les attaques de train, même si lorsqu'ils n'attaquaient pas de trains, ils ont travaillé pour plusieurs ranchs dans le Nouveau-Mexique et au Texas. Plusieurs autres hors-la-loi notables de Hole-In-The-Wall, qui étaient un refuge pour de nombreux gangs de hors-la-loi qui opéraient séparément. Le célèbre gang de la Wild Bunch, dirigé par Butch Cassidy et Elzy Lay, opérait à partir de là. Un membre de la Wild Bunch, Kid Curry, avec son frère Lonny Curry, s'était précédemment associé avec Black Jack Ketchum et son gang. Lui et Ketchum ne s'aiment pas, et Ketchum évitait Curry autant que possible. Il tuera neuf représentants de la loi au cours des huit prochaines années.
Pendant ce temps, Tom Ketchum a été une fois identifié, à tort, comme "Black Jack" Christian, un autre bandit, et c'est ainsi devenu son surnom. Trois des attaques de train que le gang a commis l'ont été près du même endroit, entre Folsom et Des Moines, dans le Territoire du Nouveau-Mexique. C'était à l'endroit où la vieille route de chariots de Fort Union traversait la ligne de chemin de fer de la Colorado and Southern Railroad près de Twin Mountain.
Le 3 septembre 1897, ils commettent leur premier vol à Twin Mountain. Puis, le 11 juillet 1899, le gang, sans Black Jack, attaque à nouveau le train à Twin Mountain. Après l'attaque, Sam et plusieurs membres inconnus du gang, en plus des membres de la Wild Bunch Will Carver et William Ellsworth "Elza" Lay, se sont dirigés vers les montagnes au sud-ouest de Raton, Territoire du Nouveau-Mexique. Le lendemain, un détachement composé du Shérif Ed Farr de Comté de Huerfano au Colorado, de l'Agent Spécial W. H. Reno de la Colorado & Southern Railroad, et de cinq adjoints ont trouvé leur trace et les ont localisés à Turkey Creek Canyon, près de Cimarron, au Nouveau-Mexique. Là, la troupe les engagèrent dans une fusillade. Sam Ketchum et deux adjoints ont été gravement blessés, et le gang s'est échappé.
Les blessures de Sam Ketchum ont ralenti la fuite, et ils n'ont parcouru qu'une courte distance du lieu de la première fusillade. Plusieurs membres de la troupe coincèrent le gang de Ketchum quelques jours plus tard, toujours dans la même région du Territoire. Adjoint W. H. Love  et le Shérif Ed Farr  engagèrent les hors-la-loi dans une autre fusillade, ce qui a entraîné la mort de Farr et de Love, tandis que la troupe a blessé au moins deux membres non identifiés de la bande. Sam Ketchum s'est échappé, mais il a été retrouvé quelques jours plus tard par l'Agent Spécial Reno chez un propriétaire de ranch, où il a été arrêté.
Sam Ketchum a été transféré à la prison territoriale de Santa Fe, où il mourut de ses blessures par balle. Il a été enterré au Odd Fellows rest Cemetery, aujourd'hui le Fairview Cemetery sur Cerrillos Rd. à Santa Fe.
"Elzy" ou "Elza" (William Ellsworth) Lay est né le 25 novembre 1868, à Mt Pleasant, dans l'Ohio. Lay est venu de l'ouest de Denver, et est devenu hors-la-loi après avoir cru à tort qu'il avait tué un homme. Emprisonné à vie après le meurtre du Shérif Farr suivant l'attaque de Folsom, il a été relâché en 1906. Il est retourné à Alma dans le Territoire du Nouveau-Mexique et y a vécu pendant deux ans. Il est resté avec Louis et Walter Jones, qui, en 1904, avait construit une grande boutique à Alma. Elzy est morte à l'âge de 65 ans à Los Angeles, le 10 novembre 1934.

## Capture et mort

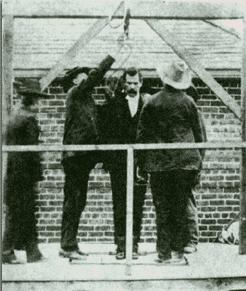
Ketchum sur l'échafaud sur le point d'être pendu, 26 avril 1901, Clayton, New Mexico

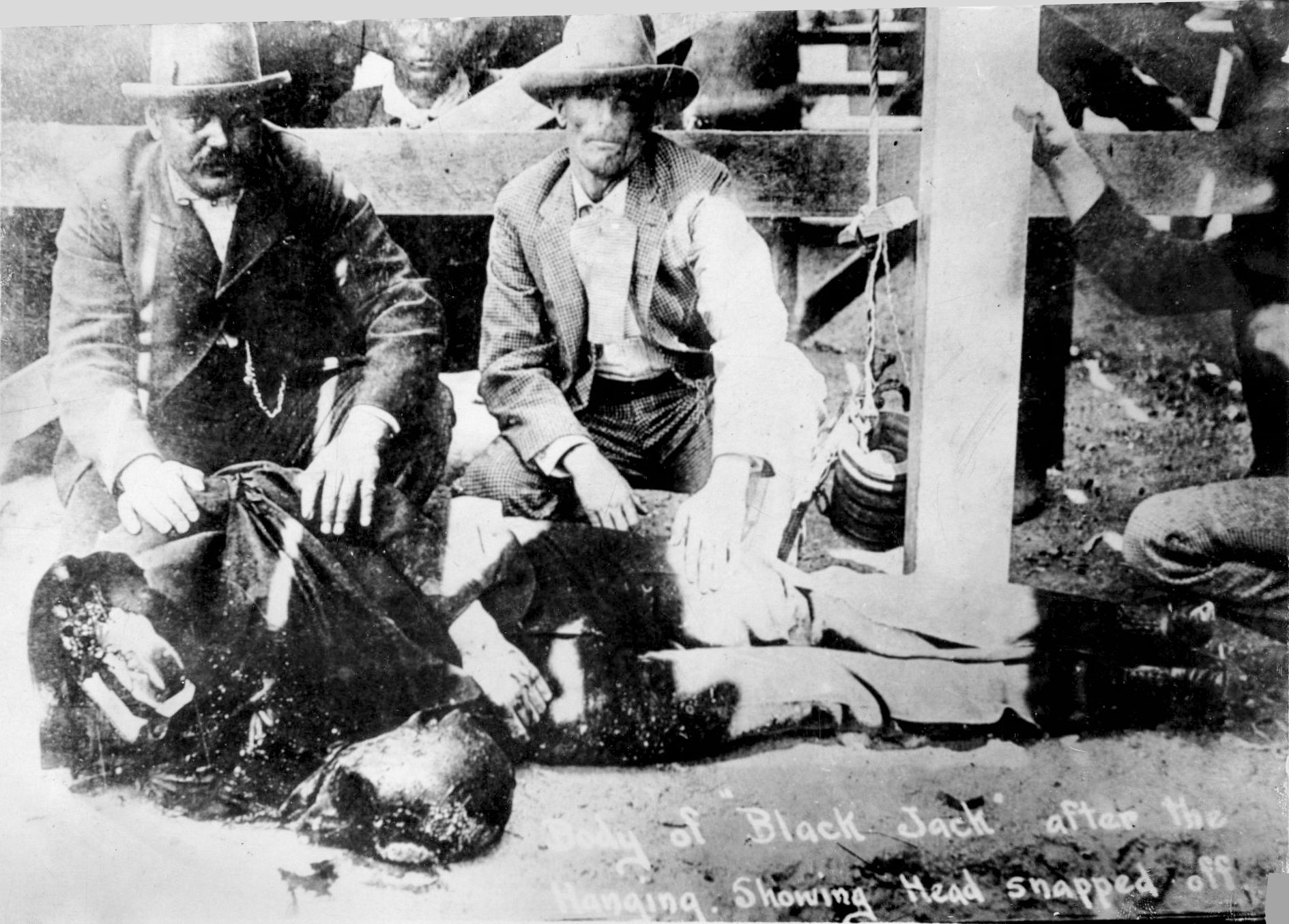
Photo sépia d'une carte postale contemporaine montrant le corps décapité de Tom Ketchum. La légende indique "Body of Black Jack after the hanging showing head snapped off." (Le corps de Black Jack après la pendaison montrant la tête décapitée.)

Le 16 août 1899, Tom Ketchum, ne sachant apparemment rien du hold up du 11 juillet qui s'est terminé par la mort de son frère Sam, a tenté d'attaquer seul le même train à nouveau au même endroit et de la même manière que lui et Sam et les autres l'avaient attaqué juste quelques semaines plus tôt. Le chef de train, Frank Harrington, a vu Tom approchant du train en marche. Il l'a reconnu, saisit un fusil et tira sur Tom, le touchant au bras et le faisant tomber de cheval. Le train a continué, et le lendemain, une troupe a trouvé Tom à côté de la voie ferrée, grièvement blessé. Il a été transporté à un centre médical à Trinidad dans le Colorado et son bras droit a dû être amputé. Il a été soigné et ensuite envoyé à Clayton, Territoire du Nouveau-Mexique, pour son procès.[réf. nécessaire]
Lors de son procès, Ketchum a été reconnu coupable et condamné à mort. Il a été la seule personne jamais pendue dans le Comté d'Union, dans le Territoire du Nouveau-Mexique (maintenant Comté d'Union au Nouveau-Mexique). Il fut également la seule personne qui a subi la peine capitale pour le délit de "voie de fait sur un train de chemin de fer" dans le Territoire du Nouveau-Mexique (qui n'est devenu un état qu'en 1912). Plus tard, la loi a été déclarée inconstitutionnelle.[réf. nécessaire]
Ketchum a été exécuté par pendaison à Clayton. Personne à Clayton n'avait d'expérience dans l'application de la pendaison; la corde était trop longue, et comme Ketchum avait gagné beaucoup de poids au cours de son temps en prison, il a été décapité quand il est tombé par la trappe.
Ses derniers mots ont été rapportés par le San Francisco Chronicle : "Good-bye. Please dig my grave very deep. All right; hurry up." (Au revoir. Merci de creuser ma tombe très profonde. Bien; dépêchez-vous.)
Une carte postale populaire a été faite montrant le corps. Par la suite, sa tête a été cousue sur le corps pour l'afficher, et il fut enterré au Clayton Cemetery.
L'acteur Jack Elam dépeint Ketchum dans un épisode des séries télévisées en syndication Histoires du Siècle de 1954-55, les contes de l'Ouest Américain avec en rôle principal et raconté par Jim Davis.